# Cioch wzorzysty
Cioch wzorzysty, cioch barwny (Anaglyptus mysticus) – gatunek chrząszcza z rodziny kózkowatych i podrodziny kózkowych.

## Morfologia
Chrząszcz o ciele długości od 6 do 13 mm. Ubarwiony czarno, zwykle z rdzawobrązową przednią częścią pokryw. Ponadto na pokrywach występują przepaski z szarobiałych włosków. Przedplecze ma wyraźnie węższe niż pokrywy. Pierwszy człon stóp jest tylko nieco dłuższy niż drugi i trzeci razem wzięte.

## Ekologia
Zamieszkuje lasy liściaste i mieszane, zagajniki, parki i sady. W górach sięga do 2000 m n.p.m. Larwy rozwijają się w suchym drewnie buków, dębów, grabów, klonów, lip, olch, grusz, leszczyny pospolitej, robinii akacjowej, bzu koralowego, trzmieliny pospolitej i orzecha włoskiego. Ich cykl rozwojowy trwa od dwóch lat wzwyż. Owady dorosłe spotyka się od maja do sierpnia na drewnie roślin żywicielskich oraz kwiatach bzów, dereni, głogów, tawuł i śliwy tarniny. Samice składają jaja w miejscach pozbawionych kory, w tym w otworach wylotowych innych ksylofagów.

## Występowanie
Owad ten występuje w prawie całej Europy, sięgając na północ południowej Norwegii i środkowej Szwecji, a na wschód przez południową Rosję na Zakaukazie.